# 泉拓良
泉 拓良（いずみ たくら、1948年 - ）は、日本の考古学者。京都大学特定教授。奈良大学名誉教授。先史時代の考古学を専門とする。神奈川県出身。

## 略歴

### 学歴
- 1976年 京都大学大学院文学研究科博士課程退学

### 職歴
- 1976年 京都大学文学部助手
- 1984年 奈良大学文学部講師
- 1985年 奈良大学文学部助教授
- 1993年 奈良大学文学部教授
- 2004年 奈良大学退職、同名誉教授、京都大学大学院文学研究科教授

## 著書
- 『縄文土器出現』（編著）講談社、1996年
- 『縄文世界の一万年』（共編著）集英社、1999年
- 『日本の時代史 倭国誕生』（共著）吉川弘文館、2002年